# Rudodřev koka
Rudodřev koka (Erythroxylum coca) nebo též kokainovník pravý, je nejznámější zástupce rodu rudodřev z čeledi rudodřevovité (Erythroxylaceae).

## Vzhled

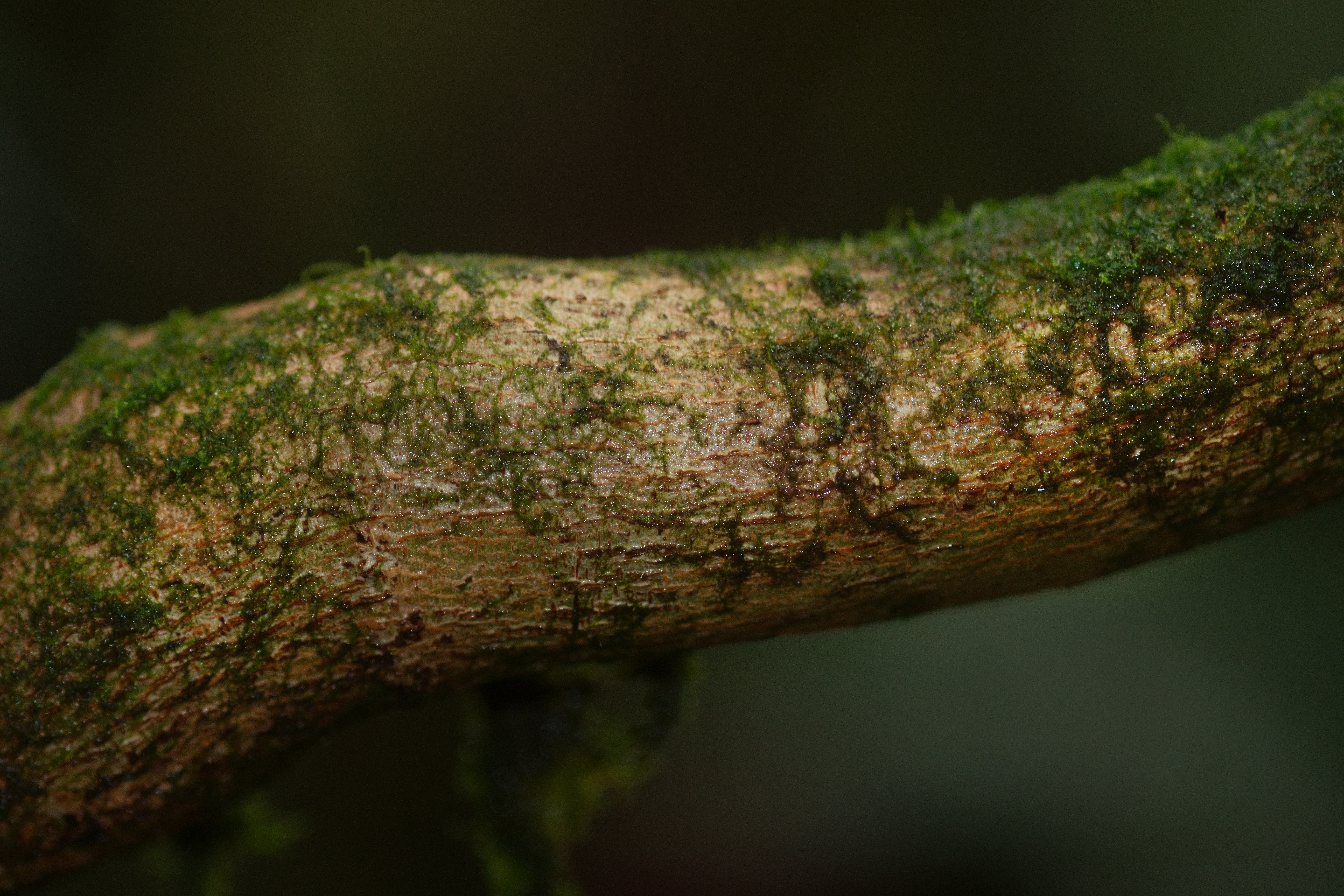
Rudodřev koka – kůra

Jedná se o malý strom nebo keř, pocházející z Jižní Ameriky. Má prutovité větve kryté červenohnědou borkou (odtud český i odborný název), podlouhlé listy měřící 3–6 cm na délku a 0,8–1,2 cm na šířku. Jsou slabě kožovité a mají charakteristickou žilnatinu. Květy tvoří pěticípý kalich a pětilistá koruna. Plod je podlouhle vejčitá, asi 0,7–1 cm dlouhá jednosemenná peckovice, mající červené zabarvení v době zralosti.

## Výskyt
Kokainovník pravý pochází pravděpodobně z vlhkých pralesů na východních svazích bolivijských a peruánských And, roste od 300 m nad mořem až do výše cca 2000 m nad mořem. I když největším producentem kokových listů je Jižní Amerika (Kolumbie, Peru, Bolívie a severozápadní Brazílie), pěstuje se omezeně i na Jávě, Srí Lance a v Austrálii.

## Způsob použití
Mezi nejstarší způsoby užití patří žvýkání kokových listů s páleným vápnem nebo rostlinným popelem. Coqueros (indiáni žvýkající koku) nosili listy ve vlněných nebo kožených vacích a vápno v malých tykvích. V současné době žvýká koku asi 15 milionů lidí, převážně se jedná o latinskoamerické domorodce. Ti však koku nepoužívají jako drogu, nýbrž jako potravu.
V některých oblastech pěstování, např. v Bolívii, se koka legálně prodává porcovaná ve varných sáčcích. Tento čaj je bez vedlejších nebo intoxikačních účinků kokainu, zmenšuje hlavně bolesti hlavy a žaludku, zvyšuje fyzické i duševní síly člověka.
V tradiční medicíně se koka používá například proti bolestem hlavy (potírání spánků rozdrcenými listy), na uklidnění žaludku (smíchaná s medem) či k léčbě cukrovky.
Nejrozšířenějším způsobem užití je žvýkání listů. Výtažek z listů koky byl v minulosti také jednou ze součástí Coca-Coly.
Z koky se rovněž vyrábí mouka, která se užívá jako lék.